# Fava (Gericht)
Fava ist eine beliebte Vorspeise der Küche Griechenlands aus den Samen von verschiedenen Platterbsen-Arten der Pflanzengattung Lathyrus (λαθούρι Lathoúri), die im östlichen Mittelmeerraum heimisch sind.

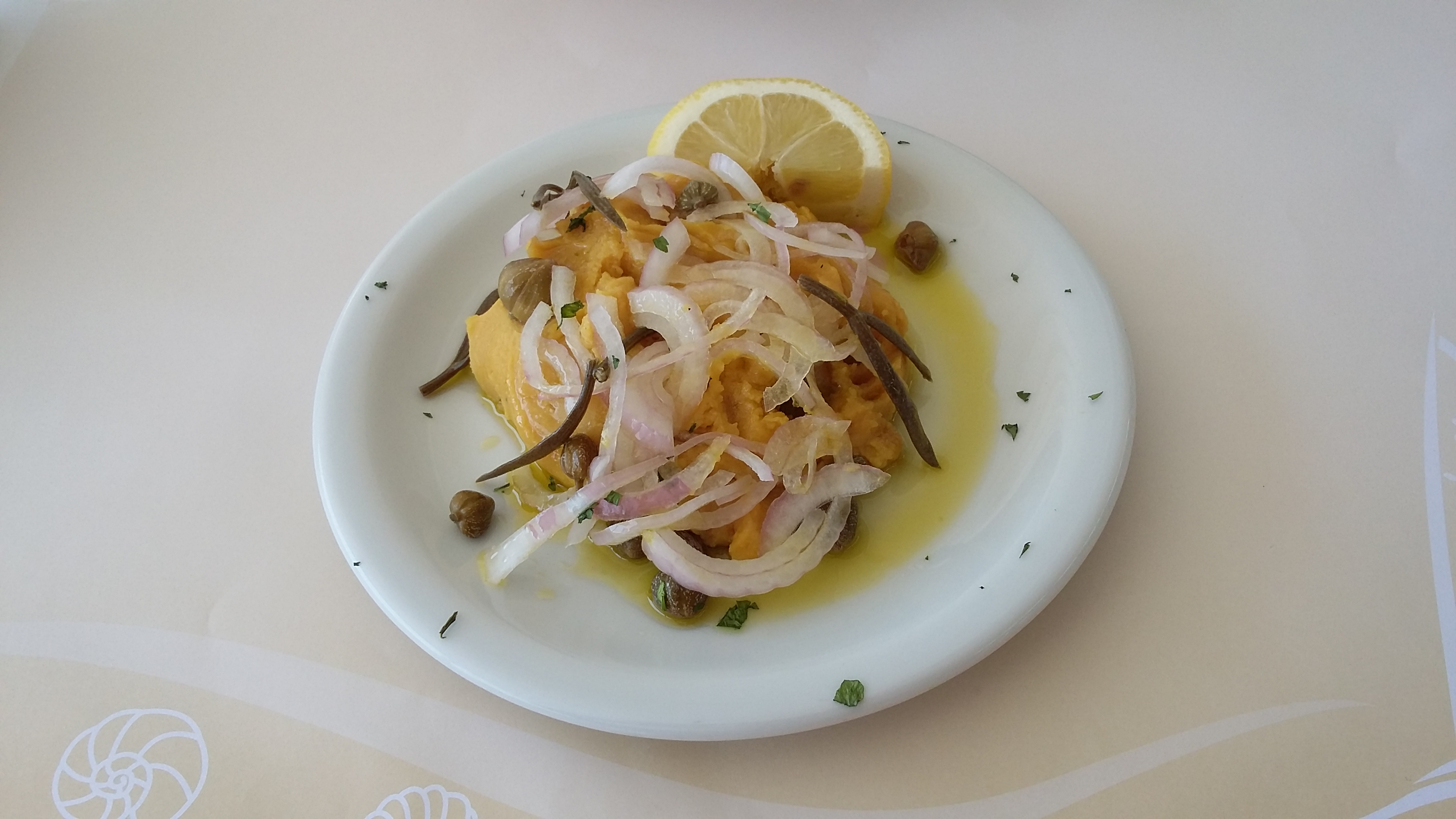
Fava mit Kapern, Zwiebelringen und Meerfenchel

## Geschichte
Archäologische Funde weisen darauf hin, dass die Pflanze Lathouri im südöstlichen Mittelmeerraum bereits Ende des 5. Jahrtausends vor Christus genutzt wurde. Sie diente als Nahrungslieferant für die arme Landbevölkerung. Aus dem ehemaligen „Arme-Leute-Essen“ wurde im Laufe der Zeit eine der beliebtesten Vorspeisen Griechenlands.

## Geschützte Bezeichnung
Für Fava von der Kykladeninsel Santorin hat im Oktober 2010 die EU unter der Bezeichnung „Fava Santorinis“ in das Register der geschützten Ursprungsbezeichnungen und der geschützten geografischen Angaben mit dem Gütezeichen g.U. („geschützte Ursprungsbezeichnung“) aufgenommen. „Fava Santorinis“ wird aus der Purpur-Platterbse (Lathyrus clymenum) gewonnen. Im September 2016 wurde in selbiges Register der Begriff „Fava Feneou“ für Fava aus den Gemeindebezirken Feneos und Stymfalia der Gemeinde Sikyonia im Nordosten der Region Peloponnes mit dem Gütesiegel g.g.A. („geschützte geografische Angabe“) für die Saat-Platterbse (Lathyrus sativus) eingetragen.

## Zubereitung
Für die Zubereitung von Fava werden zunächst Zwiebeln in Olivenöl angedünstet und anschließend Wasser angegossen und zum Kochen gebracht. Dann wird Fava und Lorbeerblatt hinzugefügt. Sobald das Wasser aufgenommen ist und eine breiige Konsistenz erreicht ist, wird mit Salz und Pfeffer gewürzt und püriert. Das Püree wird kühl gestellt, bis es fest ist. Vor dem Servieren werden Olivenöl und Zitronensaft zugegeben. Die häufigste Darreichungsform ist mit Kapern, Zwiebelringen und gelegentlich mit Kirschtomaten. Normalerweise wird das Gericht als Vorspeise serviert, kann aber auch als Hauptgericht angeboten werden. Die Grundzubereitung ist dabei meist identisch, jedoch gibt es inzwischen zahlreiche Rezepte in unterschiedlichen Varianten. Auch die Zubereitung von Bratlingen (Φαβοκεφτέδες Favokeftédes) ist gebräuchlich.